# Dr. Jekyll and Mr. Hyde (2002)
Dr. Jekyll & Mr. Hyde ist ein britischer, fürs Fernsehen produzierter Horrorfilm aus dem Jahr 2002 nach der Novelle Der seltsame Fall des Dr. Jekyll und Mr. Hyde von Robert Louis Stevenson. Die Titelrolle spielte John Hannah.

## Handlung
Spät abends wird der Jurist John Utterson dringendst in das Haus von Dr. Henry Jekyll bestellt. Poole, der Butler, und Mrs. Bradley, die Haushälterin, sind völlig außer sich, denn in ihrem Zimmer liegt die Leiche der jungen Magd Mabel mit durchgeschnittener Kehle. Ihrer aller Herr – der Doktor – befindet sich mit blutbesudeltem Hemd und ebenfalls tot in seinem Labor. In den Händen des Toten befinden sich Aufzeichnungen, die Utterson an sich nimmt und aus diesen die ganze schreckliche Wahrheit über die Verbindung zwischen Dr. Jekyll und Mr. Hyde erfährt.
Dr. Jekylls Traum war es, die Menschheit auf den Stufen der Evolution voranzubringen, indem er mithilfe einer chemischen Substanz das Schlechte des menschlichen Geistes vom Guten abkapselt. Nachdem das Gremium der medizinischen Fakultät seinem Gesuch um eine menschliche Versuchsperson ablehnt, bietet ihm sein guter Bekannter, Sir Danvers Carew, der bei den nächsten Wahlen ins Parlament gewählt werden will, seine Unterstützung an. Sir Carew, der bereits aus Publicitygründen die junge Mabel als Magd ins Haus von Jekyll gebracht hat, lässt seine Beziehungen spielen. Tatsächlich hat sich ein Edward Hyde, der in einer Anstalt für Geistesgestörte einsitzt, freiwillig als Versuchskaninchen gemeldet. Doch auch hier erlebt Jekyll eine herbe Enttäuschung, Hyde starb durch Suizid, bevor er ihn auch nur zu Gesicht bekommen hat. Des Wartens überdrüssig verschweigt er den Tod seines neuen Assistenten und gibt Anweisung ihm ein Zimmer herzurichten. Heimlich injiziert sich Jekyll selbst das Serum und verliert daraufhin das Bewusstsein.
Als er Stunden später wieder zu sich kommt bemerkt er, dass sein eleganter Gehrock, Zylinder und Spazierstock in der Ecke liegen und hat undeutliche traumartige Erinnerungen an zügellose sexuelle Ausschweifungen. Jekyll versucht dem auf den Grund zu gehen und spritzt sich am nächsten Abend wieder das Serum, unter dessen Einfluss er sich mit Sarah – der Tochter von Sir Carew – trifft und sie brutal vergewaltigt.
Am nächsten Morgen erinnert er sich wiederum an nichts mehr, hat aber wieder traumartige Eingebungen. Diese verdichten sich durch einen Besuch Sir Carews als dieser ihm von dem Verbrechen erzählt. Er bittet Jekyll um ärztlichen Beistand für seine Tochter, ohne zu ahnen, dass er dem Täter gegenübersitzt. Jekyll ist erleichtert von Sir Carew zu erfahren, dass dieser nicht beabsichtigt die Polizei einzuschalten, da er durch einen solchen Skandal eine Gefährdung seiner Wahl befürchtet.
Jekyll hat Angst und setzt dennoch sein Experiment weiter fort, da dieser absolute Verlust seiner moralischen Hemmnisse und der ekstatische Rausch völlig frei von gesellschaftlichen Konventionen zu sein, ihn fasziniert und erregt. Er nimmt immer wieder das Serum und nennt sich auf seinen Streifzügen durch Londons Bordelle Edward Hyde. Jekyll hört auch dann nicht auf, als Ned, sein Botenjunge, ihn zu erpressen beginnt, da er vom Tod des wirklichen Hyde weiß. Als Ned mit seinen Forderungen immer weiter geht hat Jekyll plötzlich einen Aussetzer und als er wieder zu sich kommt, steht er entsetzt vor der zerstückelten Leiche des Jungen, die er in seiner Panik im Hinterhof vergräbt.
Die Dinge beginnen Jekyll immer mehr zu entgleiten, er hat immer häufiger Blackouts und muss danach in der Zeitung von immer neuen Schandtaten seines Alter Egos erfahren. Sein guter Ruf gerät immer mehr ins Wanken, da man ihn in den Vergnügungsvierteln zu erkennen beginnt. Schließlich konfrontiert Sir Carew ihn mit dem Missbrauch seiner Tochter und Jekyll kann ihn nur mit dem Argument der bevorstehenden Wahlen vom Ergreifen rechtlicher Schritte abhalten.
Als Hyde abermals hervorbricht und mit Sir Carew einen Streit beginnt, eskaliert die Situation, indem Hyde den alten Mann demütigt und ihm schließlich mit seinem Spazierstock den Schädel einschlägt.
Jekylls geistiger Zustand wird immer instabiler, er führt Zwiegespräche mit seinem bösen Inneren, Hyde wird immer stärker und kämpft um die Vorherrschaft in Jekylls Seele. Mabel, Jekylls junge Magd, hat Mitleid mit ihrem Herrn und bietet ihm ihre Hilfe an. Sie ist der Meinung, dass Gott bereit ist, ihm zu vergeben, denn solange er lebt, kann er auf den rechten Weg zurückkehren. Beinahe hätte er es geschafft, doch nach einem neuerlichen geistigen Aussetzer muss er feststellen, dass er ihr mit seinem Chirurgenmesser die Kehle durchgeschnitten hat. Von seiner Verzweiflung und seinem Gewissen geplagt stürzt er in sein Labor, um sich – in der Hoffnung damit auch Hyde zu vernichten – mit Gift zu töten. Mit rasch schwindenden Kräften gelingt es ihm seine Geschichte aufzuschreiben, bis er tot in seinem Stuhl zusammensinkt, wo er schließlich von seinem langjährigen Freund Utterson gefunden wird.

## Sonstiges
- Anders als bei anderen Verfilmungen des klassischen Stoffes, setzt dieser Fernseh-Film nicht auf spektakuläre Verwandlungseffekte und aufwändiges Make-up, die Verwandlung von Jekyll zu Hyde passiert nur durch die Veränderung des Charakters.

## Kritiken
- Lexikon des internationalen Films: „Recht werktreue und kinotaugliche Verfilmung des Stevenson-Romans, die dem Gruselklassiker zwar keine neuen Nuancen abgewinnt, aber auf guten Niveau unterhält und letztlich zu den interessanteren der zahlreichen Adaptionen zählt.“[1]

- Cinema: „Englischer Arzt (John Hannah) entdeckt seine dunkle, verborgene Seite. – Schnarchige Version des Schizo-Klassikers von Robert Louis Stevenson.“

## DVD-Veröffentlichung
- Dr. Jekyll & Mr. Hyde, Universal 2003